# The Hit
The Hit ist ein britischer Spielfilm aus dem Jahr 1984. Er wurde auch als Die Profikiller und Die Profi-Killer gezeigt.

## Handlung
Der Film spielt in der Zeit um 1980 und beginnt mit einer Rückblende.

### A: Rückblende
London ca. 1970: Willie Parker, ein Gewohnheitsverbrecher, sagt als Kronzeuge vor Gericht gegen seinen ehemaligen Boss Mr. Corrigan und seine ehemaligen Kumpels aus. Diese bedrohen ihn schon im Gericht gemeinsam mit einem Sprechgesang, dass einst der Tag komme, an dem sie sich wiedersähen.

### B: 10 Jahre später in Spanien
Willie Parker, nun ca. 50 Jahre, der immer noch unter einem Zeugenschutzprogramm steht und den Personenschützer Juan bei sich hat, lebt in einem abgelegenen Haus in Spanien, wo er sich insbesondere intellektuell weiterentwickelt hat. Der von Parker verratene Ex-Kumpan Corrigan hat den Profikiller Braddock engagiert, um Parker nach Paris zu entführen.
Braddock hat Parker in Spanien aufgespürt und lässt ihn von vier jungen Spaniern entführen. Dabei wird Juan umgefahren. Parker weiß von Anfang an, dass seine Entführung im Zusammenhang mit seiner Vergangenheit steht.
Nach der Übergabe Parkers an Braddock und seinen Gehilfen Myron werden drei der vier jungen Spanier durch den von Braddock als Sprengsatz präparierten Geldkoffer umgebracht; der vierte Spanier überlebt zufällig und kann der Polizei das Fahrzeug, Braddock und Myron beschreiben.
Als Braddock mitbekommt, dass die Behörden seine Spur aufgenommen haben, beschließt er, dass die Fahrt nicht direkt nach Frankreich, sondern zunächst nach Madrid geht, wo er den Wagen wechseln will. In Madrid angelangt, treffen sie in einem an sich unbewohnten Appartement auf den Australier Harry und die junge Maggie, die sich offensichtlich ohne Wissen des Besitzers dort eingenistet haben. Um Harry zum Schweigen zu verpflichten, entscheidet Braddock, dass Maggie sie begleiten muss.
Von nun an fahren die vier in Richtung spanisch-französische Grenze. Während Braddock trotz der für ihn widrigen Umstände die Initiative und Kontrolle behält – so erschießt er zuerst Harry und dann einen Tankwart, um Zeugen zu beseitigen – fällt Myron durch eine hohe Nervosität, Unsicherheit, Fehler und Gewalttätigkeiten auf. Er ist ein jugendlicher Gangster, der mit diesem Auftrag sein Debüt als Auftragsmörder hat. Myron verliert mehrmals völlig die Kontrolle über sich und die Situation, als er beim Getränkekauf Streit mit Einheimischen sucht, seinen Boss mit der Waffe bedroht und beim Bewachen von Parker einschläft. Während die kämpferische junge Maggie bereit ist, jederzeit zu fliehen, macht Parker nicht den geringsten Versuch, der Gefangenschaft und dem sicheren Tod zu entkommen. Er meint auf jeden Fall bis zur Ankunft in Paris Zeit zu haben und er versucht, Myron mit subversiven Methoden davon zu überzeugen, dass Braddock die Kontrolle über die Aktion verloren hat.
Myron, der inzwischen Sympathien für Maggie und Parker entwickelte, will sich am Töten der beiden nicht mehr beteiligen und bittet Braddock, die beiden ohne seine Hilfe zu töten. Braddock willigt ein, erschießt zuerst Parker, der völlig überrascht über die sofortige Hinrichtung seine Selbstsicherheit verliert, hilferufend davonzulaufen versucht und dann auch Myron. Bevor Braddock Maggie erschießen kann, beginnt ein heftiger Kampf, der darin endet, dass Braddock Maggie aus einer Laune heraus verschont und bewusstlos geschlagen zurücklässt. Ein Hubschrauber findet Maggie und sie kann an einem Grenzübergang Braddock identifizieren, der als Franzose verkleidet und mit gefälschten Papieren ausgestattet die Grenze passieren will. Daraufhin versucht Braddock zu fliehen und wird von der Polizei erschossen.

## Musik
Die Einleitung des Films (Rückblende) wird von der Musik von Eric Clapton, die von Roger Waters unterstützt wird, bestimmt. Die Handlung in Spanien wird vor allem von Paco de Lucías Gitarrenmusik begleitet. 1984 erschien eine LP The music of Paco de Lucia from the soundtrack of the film The Hit.

## Kritik
„Meditativer Kriminalfilm, der sich mit menschlichen Verhaltensweisen in Extremsituationen auseinandersetzt. Das Thema wird nicht immer überzeugend entwickelt, doch liefert der ausgezeichnet gespielte Film eine Fülle von Denkanstößen.“

## Auszeichnungen (Auswahl)
- John Hurt wurde 1985 als Bester Darsteller mit dem Evening Standard British Film Award ausgezeichnet.
- Tim Roth war für den British Academy Film Award in der Kategorie Most Outstanding Newcomer to Film nominiert.